# الجبين (سوريا)
الجبين قرية في محافظة حماة في سورية.